# 橋本雪乃
橋本 雪乃（はしもと ゆきの、1987年10月22日 - ）は、日本のタレント、レースクイーンである。愛媛県出身。プラチナム・パスポート所属。

## 人物
- 趣味はバレーボール観戦。
- 安室奈美恵の大ファン。
- 兄が1人いる[2]。

## 作品

### アルバム
- TOKYO AUTOSALON 2013 presents EVOLUTION #08 （avex trax） - オートサロン会場限定商品。
  - My Refrection
  - Go Ready Go

## 出演

### テレビ
- 帝王（2009年、毎日放送）
- 『ぷっ』すま「ザ・ギリギリマスター芸能界寸止め王決定戦」（2009年7月21日、テレビ朝日） - ゲスト（ギリギリバスト）
- プラチナム学園（エンタ!371）
- 満天笑店（2010年5月15・22日、フジテレビ）
- TOM TIME!!（2010年5月21日、ニコニコ生放送）
- V.I.P.─RIP SLYME─（スペースシャワーTV）
- 地元応援バラエティ このへん!!トラベラー（2011年10月10・17日、テレビ東京）
- ゴッドタン「マジギライ1/5」（2011年10月15日、テレビ東京）
- 志村&鶴瓶のあぶない交遊録15（2012年1月2日、テレビ朝日） - コスプレ美女（ウェディングドレス）
- ウドちゃんカナちゃん お悩み相談本舗（2012年5月12日、TOKYO MX） - アシスタント
- 関ジャニの仕分け∞（2012年5月19日、テレビ朝日） - 女装男子チャンピオン大会
- ロンドンハーツ3時間SP（2012年10月2日、テレビ朝日） - マジックメール追試仕掛け人（ユキノ）
- サタデーバリューフィーバー「怪盗100面相」（2012年12月8日、日本テレビ） - 美人情報員（サンタコス）
- 志村&鶴瓶のあぶない交遊録16（2013年1月2日、テレビ朝日） - コスプレ美女（ウェディングドレス、ハワイアン、初夜、妊娠、乳母車）

### 映画
- 静かなるドン

### CM
- マックスウェルの不思議なノート（ニンテンドーDS）
- ATLASノブナビ「女子トーク」篇（ユピテル）
- ATLASゴルフナビ AGN-Voice2「スタイリッシュ」篇（ユピテル）
- YERA（イエラ）「もう迷わない」篇（ユピテル）

### レースクイーン
- 2011年：SUPER GT「ARTA GALS」
- 2012年：SUPER GT「ZENT sweeties」
- 2013年：SUPER GT「EPSON NAKAJIMA RACING レースクイーン」

### イメージガール、その他
- 「CYCLE MODE international 2010」ファッションショーモデル
- 東京オートサロン avexキャンペーンガール（2011年）
- AOU 2011 アミューズメント・エキスポ「SEGA」
- 「GOLF TODAY」（三栄書房）イメージガール「GT BIRDIE's（ゴルフトゥデイバーディー's）」2期生
- 東京モーターショー HONDAブース受付（2011年）
- 東京オートサロン TWSプリンセス（2012年1月13日 - 15日）
- 大阪オートメッセ avexキャンペーンガール（2012年2月10日 - 12日）
- 東京オートサロンイメージガール「A-class」（2013年）

### パチンコ
- CRラブ嬢プラス〜今夜も、ご延長の方はいかがなさいますか?〜（2013年、平和）[3]

### パチスロ
- ラブ嬢（2013年、オリンピア）[4]